# Gare d'Aixe-sur-Vienne
La gare d'Aixe-sur-Vienne est une gare ferroviaire française située sur le territoire de la commune d'Aixe-sur-Vienne, dans le département de la Haute-Vienne en Nouvelle-Aquitaine.

## Situation ferroviaire
Établie à 205 mètres d'altitude, la gare d'Aixe-sur-Vienne est située au point kilométrique 412,862  de la ligne de Limoges-Bénédictins à Angoulême entre les gares de Limoges-Montjovis et de Verneuil-sur-Vienne.
Elle comporte deux quais : un quai latéral contigu au bâtiment des voyageurs, d'une longueur utile de  173 mètres, et celui qui longe la voie d'évitement d'une longueur utile de 129 mètres. Elle dispose également de voies de service.

## Histoire
En 2022, selon les estimations de la SNCF, la fréquentation annuelle de la gare était de 15 445 voyageurs contre 10 016 voyageurs en 2019.

## Service des voyageurs

### Accueil
La gare possède un guichet ouvert du mardi au samedi et d’un hall de gare chauffé ouvert tous les jours. Il n’y a pas de distributeurs de titres de transport TER. Un espace d’attente sur les quais permet aux voyageurs de s’abriter.
La gare est accessible aux personnes à mobilité réduite grâce aux services « accès plus » et « accès TER ».

### Desserte
La gare est desservie par les trains du réseau TER Nouvelle-Aquitaine circulant entre les gares de Limoges et de Saint-Junien ou Saillat - Chassenon depuis la fermeture de la ligne en mars 2018 entre Angoulême et Saillat - Chassenon.

### Intermodalité
Il n’y a aucun moyen de transport en intermodalité avec la gare. 
La gare possède un parc à vélo, un parking gratuit avec des places pour personnes à mobilité réduite.